# Campionato mondiale Supermoto
Il campionato del mondo Supermoto nasce nel 2002 in una categoria unica a cilindrata libera. Il primo a vincere un titolo mondiale è il francese Thierry Van Den Bosch.
Dal 2006 vige il monogomma, inizialmente gestito da Dunlop, passato dal 2010 a Goldentyre poi dal 2016 a Michelin.
Dal 2004 diviso in più classi, dal 2010 ritorna ad essere disputato in classe unica.

## Categorie
| Anni        | Nome della categoria Mondiale (FIM) | Cilindrata (2 tempi) | Cilindrata (4 tempi) | Note                       |
| ----------- | ----------------------------------- | -------------------- | -------------------- | -------------------------- |
| 2002 - 2006 | S1                                  | <750 cm³             | <750 cm³             |                            |
| 2004 - 2006 | S2                                  | 175–250 cm³          | 290–450 cm³          |                            |
| 2007 - 2009 | S1                                  | 175–250 cm³          | 290–450 cm³          | Inversione di nomenclatura |
| 2007 - 2009 | S2                                  | 475–750 cm³          | 475–750 cm³          | Inversione di nomenclatura |
| 2010        | S1                                  | 175–250 cm³          | 290–450 cm³          | Classe unica               |

## Campioni del Mondo

### S1
| Anno | Titolo piloti                                  | Paese                                          | Moto                                           |  | Anno | Titolo costruttori | Paese              | Note                        |
| ---- | ---------------------------------------------- | ---------------------------------------------- | ---------------------------------------------- |  | ---- | ------------------ | ------------------ | --------------------------- |
| 2024 | Marc Reiner Schmidt                            | Germania (bandiera)                            | TM SMX 450FI                                   |  | 2024 | TM                 | Italia (bandiera)  |                             |
| 2023 | Marc Reiner Schmidt                            | Germania (bandiera)                            | TM SMX 450FI                                   |  | 2023 | TM                 | Italia (bandiera)  |                             |
| 2022 | Marc Reiner Schmidt                            | Germania (bandiera)                            | TM SMX 450FI                                   |  | 2022 | TM                 | Italia (bandiera)  |                             |
| 2021 | Marc Reiner Schmidt                            | Germania (bandiera)                            | TM SMX 450FI                                   |  | 2021 | TM                 | Italia (bandiera)  |                             |
| 2020 | Thomas Chareyre                                | Francia (bandiera)                             | TM SMX 450FI                                   |  | 2020 | TM                 | Italia (bandiera)  |                             |
| 2019 | Disputata solo la classe S2 Campionato Europeo | Disputata solo la classe S2 Campionato Europeo | Disputata solo la classe S2 Campionato Europeo |  |      |                    |                    |                             |
| 2018 | Thomas Chareyre                                | Francia (bandiera)                             | TM SMX 450FI                                   |  | 2018 | TM                 | Italia (bandiera)  |                             |
| 2017 | Disputata solo la classe S2 Campionato Europeo | Disputata solo la classe S2 Campionato Europeo | Disputata solo la classe S2 Campionato Europeo |  |      |                    |                    |                             |
| 2016 | Thomas Chareyre                                | Francia (bandiera)                             | TM SMX 450F                                    |  | 2016 | TM                 | Italia (bandiera)  |                             |
| 2015 | Thomas Chareyre                                | Francia (bandiera)                             | TM SMX 450F                                    |  | 2015 | TM                 | Italia (bandiera)  |                             |
| 2014 | Thomas Chareyre                                | Francia (bandiera)                             | TM SMX 450F                                    |  | 2014 | TM                 | Italia (bandiera)  |                             |
| 2013 | Mauno Hermunen                                 | Finlandia (bandiera)                           | TM SMX 450F                                    |  | 2013 | TM                 | Italia (bandiera)  |                             |
| 2012 | Thomas Chareyre                                | Francia (bandiera)                             | TM SMX 450F                                    |  | 2012 | TM                 | Italia (bandiera)  |                             |
| 2011 | Adrien Chareyre                                | Francia (bandiera)                             | Aprilia MXV-S 450                              |  | 2011 | Aprilia            | Italia (bandiera)  |                             |
| 2010 | Thomas Chareyre                                | Francia (bandiera)                             | TM SMX 450F                                    |  | 2010 | TM                 | Italia (bandiera)  | diventa classe unica 450 cc |
| 2009 | Thierry Van Den Bosch                          | Francia (bandiera)                             | TM SMX 450F                                    |  | 2009 | Husqvarna          | Italia (bandiera)  |                             |
| 2008 | Bernd Hiemer                                   | Germania (bandiera)                            | KTM SMR 450                                    |  | 2008 | Aprilia            | Italia (bandiera)  |                             |
| 2007 | Adrien Chareyre                                | Francia (bandiera)                             | Husqvarna SM450RR                              |  | 2007 | Aprilia            | Italia (bandiera)  | diventa classe 450 cc       |
| 2006 | Bernd Hiemer                                   | Germania (bandiera)                            | KTM SMC 650                                    |  | 2006 | Aprilia            | Italia (bandiera)  |                             |
| 2005 | Gerald Delepine                                | Belgio (bandiera)                              | Husqvarna SM660RR                              |  | 2005 | Aprilia            | Italia (bandiera)  |                             |
| 2004 | Thierry Van Den Bosch                          | Francia (bandiera)                             | KTM SMS 660                                    |  | 2004 | Aprilia            | Italia (bandiera)  | diventa classe over 450 cc  |
| 2003 | Eddy Seel                                      | Belgio (bandiera)                              | Husqvarna SM630RR                              |  | 2003 | Husqvarna          | Italia (bandiera)  |                             |
| 2002 | Thierry Van Den Bosch                          | Francia (bandiera)                             | KTM LC4 720                                    |  | 2002 | KTM                | Austria (bandiera) | 01campionato unico Open2♙2♙ |

### S2
| Anno | Titolo piloti         | Paese              | Moto               |  | Anno | Titolo costruttori | Paese               | Note                       |
| ---- | --------------------- | ------------------ | ------------------ |  | ---- | ------------------ | ------------------- | -------------------------- |
| 2009 | Adrien Chareyre       | Francia (bandiera) | Husqvarna SM 530RR |  | 2009 | Husqvarna          | Italia (bandiera)   |                            |
| 2008 | Adrien Chareyre       | Francia (bandiera) | Husqvarna SM530RR  |  | 2008 | Husqvarna          | Italia (bandiera)   |                            |
| 2007 | Gerald Delepine       | Belgio (bandiera)  | Husqvarna SM660RR  |  | 2007 | Aprilia            | Italia (bandiera)   | diventa classe over 450 cc |
| 2006 | Thierry Van Den Bosch | Francia (bandiera) | Aprilia SXV 4.5    |  | 2006 | Aprilia            | Italia (bandiera)   |                            |
| 2005 | Boris Chambon         | Francia (bandiera) | KTM SMR 450        |  | 2005 | Husqvarna          | Italia (bandiera)   |                            |
| 2004 | Jérôme Giraudo        | Francia (bandiera) | Aprilia SXV 4.5    |  | 2004 | Honda              | Giappone (bandiera) | classe 450 cc              |